# Hippodrome de la Zarzuela

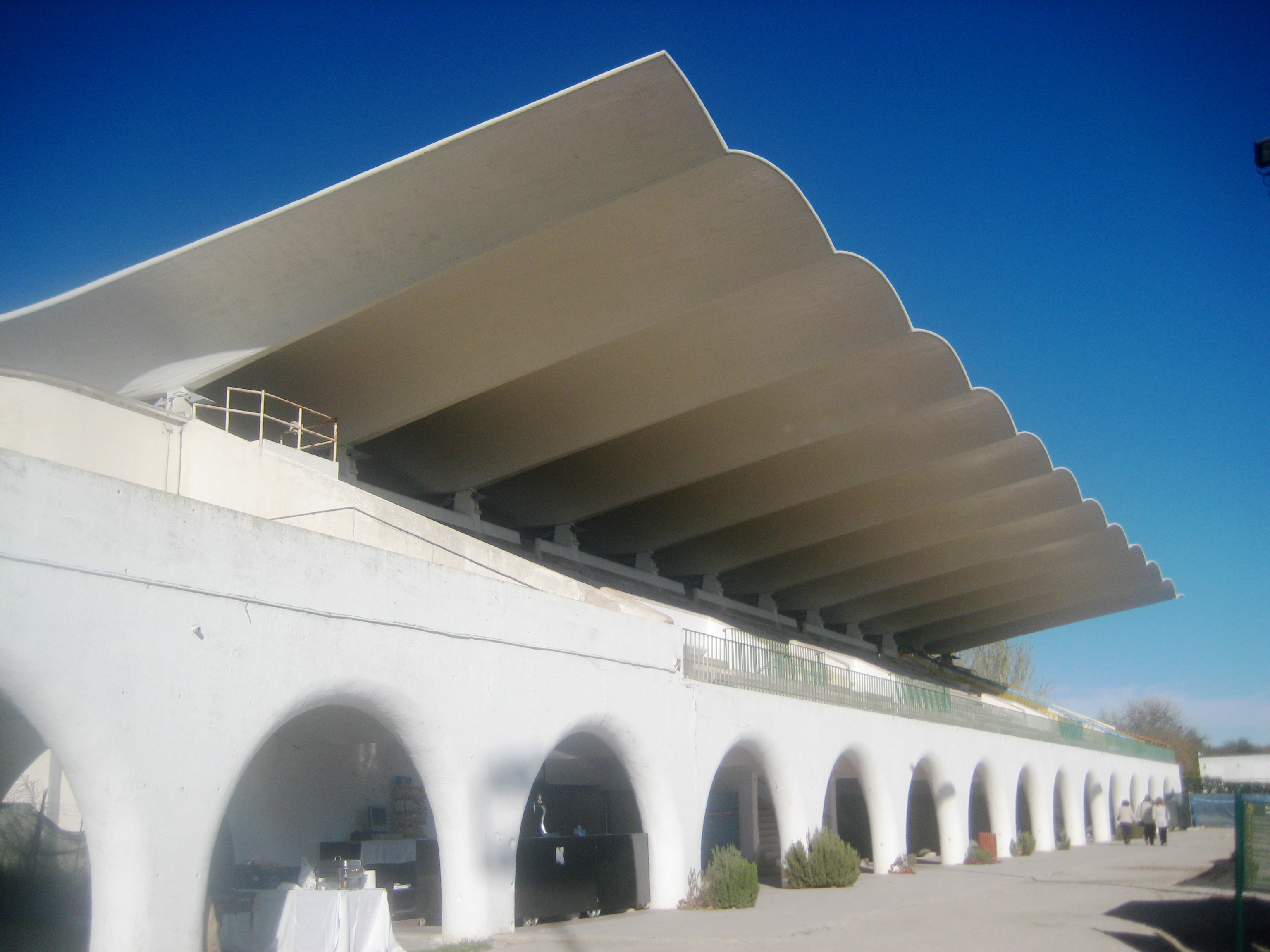

L'hippodrome de la Zarzuela (en espagnol : Hipódromo de la Zarzuela) est un hippodrome de la banlieue nord-ouest de Madrid. 
Le circuit est un bien d'intérêt culturel depuis 2009, ce qui signifie qu'il est sur la liste du patrimoine national.
Construit en 1935, le circuit accueille le Gran Premio de Madrid depuis 1941. Le budget de construction était de 3 millions de pesetas et la piste a remplacé La Castellana.